# Pythie

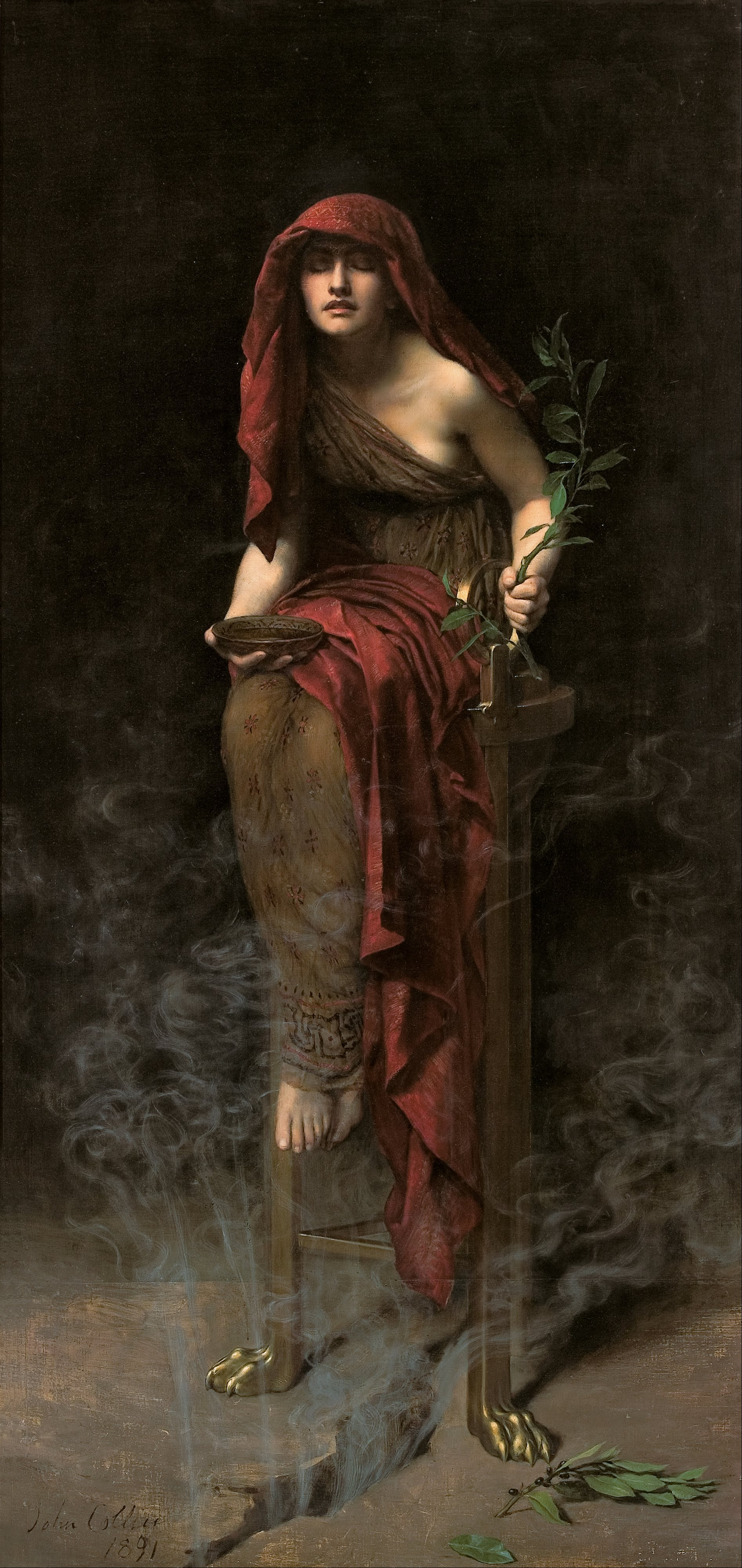
John Collier, Prêtresse de Delphes, 1891, musée national d'Australie-Méridionale (Adélaïde).

Dans la religion grecque antique, la Pythie (en grec ancien Πυθία), également appelée Pythonisse, est l'oracle du temple d'Apollon à Delphes. Elle tire son nom de « Python », le serpent légendaire qui vivait dans une grotte à l'emplacement du site actuel du sanctuaire, et qui terrorisait les habitants de la région autour du mont Parnasse avant d'être tué par Apollon, ou bien de « Pytho », le nom archaïque de la ville de Delphes.

## Rôle de la Pythie et fonctionnement des oracles

### Choix d'une Pythie
La Pythie était choisie avec soin par les prêtres de Delphes, qui étaient eux-mêmes préposés à l'interprétation ou à la rédaction de ses oracles. On voulait qu'elle fût née légitimement, qu'elle eût été élevée simplement et que cette simplicité parût dans ses habits. Elle devait être vierge ou du moins, dès sa désignation, vivre dans la chasteté et la solitude comme épouse du dieu. On la cherchait de préférence dans une maison pauvre où elle eût vécu dans une ignorance de toutes choses, pourvu qu'elle sût parler et répéter ce que le dieu lui énonçait.
Si dans les temps archaïques la tradition établit que la Pythie était une jeune vierge, symbole de pureté, ce critère fut peu à peu délaissé au profit de la sélection d'une femme de tout âge et de tout statut marital, du moment qu'elle était modèle de chasteté. Plutarque, qui fut prêtre d’Apollon à Delphes de 105 à 126 apr. J.-C., évoque ces règles plus récentes dans le choix d’une Pythie :

« La Pythie […] sort d’une des familles les plus honnêtes et les plus respectables qui soient ici et elle a toujours mené une vie irréprochable mais […] elle n’apporte avec elle, en descendant dans le lieu prophétique, aucune parcelle d’art ou de quelque autre connaissance ; […] c’est vraiment avec une âme vierge qu’elle s’approche du dieu. »

Pour répondre à l'affluence des consultants, il y eut jusqu'à trois Pythies officiant en même temps (deux titulaires et une suppléante) dans le sanctuaire de Delphes.

### Consultation de l'oracle

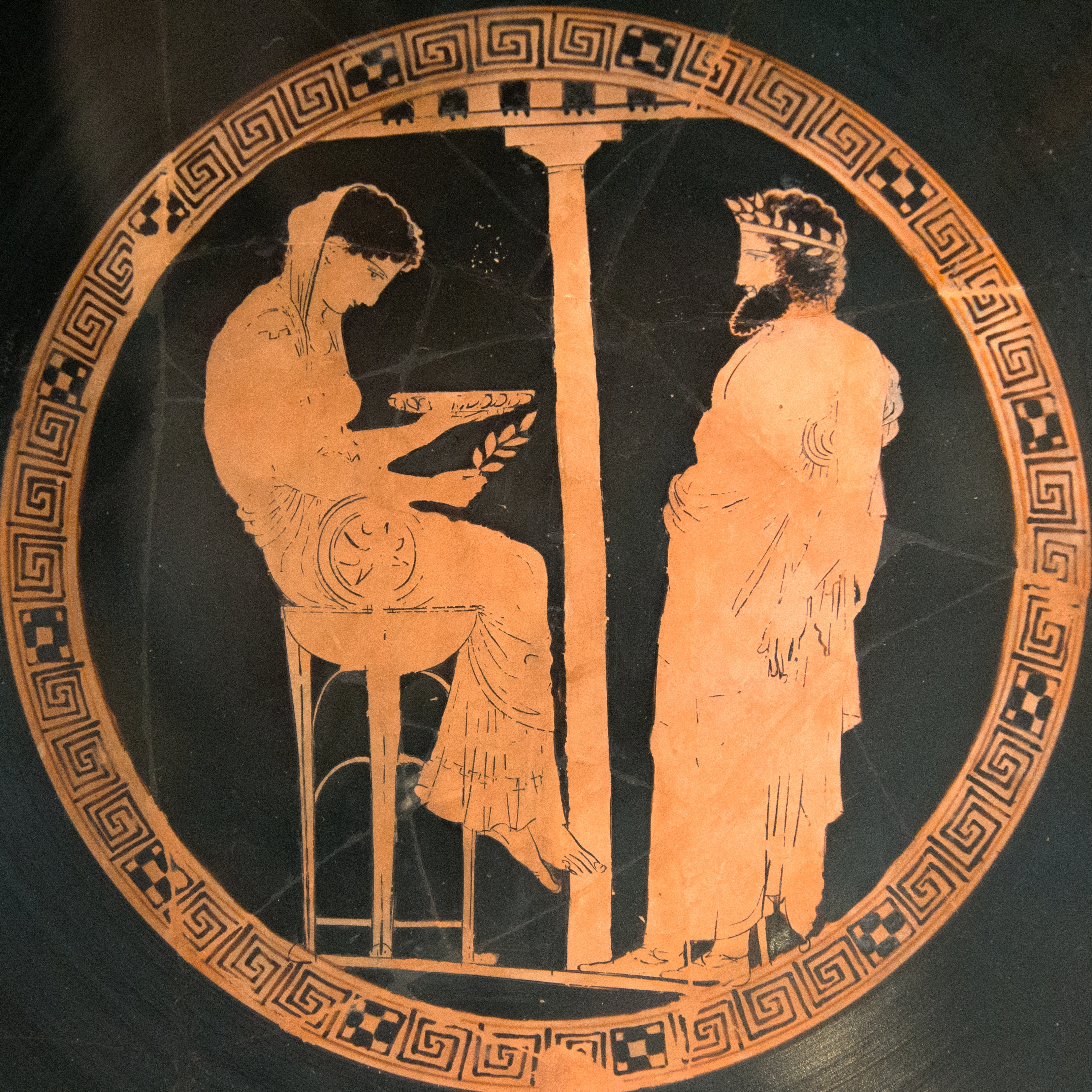
Consultation de l’oracle de Delphes. Kylix en céramique à figures rouges, vers 440-430 av. J.-C., par le peintre de Kodros (Altes Museum de Berlin, F2538, 141668).

À l'origine, la Pythie rend ses oracles une fois par an, le 7 du mois de Bysios, jour anniversaire de la naissance d'Apollon. À l'époque classique, les consultations sont mensuelles et ont toujours lieu le 7.
La Pythie se tient dans l'adyton du temple, assise sur un trépied sacrificiel après s’être purifiée avec l’eau de la fontaine de Castalie, et avoir bu l’eau de Cassotis ; elle mâche des feuilles de laurier et tient un rameau à la main. On a longtemps cru que, cachée aux yeux des consultants, la prophétesse tombait en état de transe, comme possédée par le dieu ; on expliquait cet état de transe par de prétendues exhalaisons sulfureuses ou des gaz toxiques, le pneuma (en grec πνεῦμα, le souffle), qui seraient sortis d'une faille géologique, mais fissure et exhalaisons relèvent du domaine de la légende,. Un géographe[Qui ?] a montré qu’il était impossible que des vapeurs se diffusent dans le téménos. Le témoignage de Plutarque, qui fut prêtre à Delphes, est digne de foi : il n’évoque qu’une « odeur agréable, comme si des souffles comparables aux plus suaves et aux plus précieux des parfums s’échappaient du lieu sacré ». La possession de la Pythie par le dieu, ce qu’on désigne au sens étymologique par le mot d’enthousiasme, est en réalité un état de grâce résultant de la parfaite observance des rites, et la prophétesse ne s’est sans doute jamais départie d’une dignité tranquille, aux siècles de l’apogée du sanctuaire de Delphes, aux VIe et Ve siècles av. J.-C.,.
Ses oracles sont incompréhensibles pour le commun des mortels, et doivent être interprétés par des exégètes, prêtres qualifiés, présents à la consultation, qui remettent ensuite au consultant une réponse écrite.

### Légitimité de l'oracle
L'oracle ne fait pas toujours l'unanimité. La Pythie peut être discréditée lorsqu'on l'accuse de prendre parti.
On sait ainsi que peu de temps avant la bataille de Salamine, lors des guerres médiques entre une coalition de cités grecques et les Perses menés par Xerxès, les stratèges athéniens Thémistocle et Aristide consultent la Pythie, Aristonicé. Sa réponse, qui prédit des conséquences funestes pour le camp athénien si celui-ci s'engageait dans le conflit, est rejetée par les chefs de guerre. Ils obtiennent, fait rarissime dans l'histoire de l'oracle, une deuxième consultation.

## Rôle dans les mythes
Dans le mythe d'Héraclès, le héros consulte la Pythie après avoir tué ses enfants. C'est elle qui lui recommande de changer de nom (avant cela son nom était Alcide) et d'aller accomplir douze Travaux.
Dans le mythe d'Œdipe, la Pythie est l'oracle qui annonce au couple royal Laïos et Jocaste que, s'ils ont un fils, celui-ci tuera son père et épousera sa mère.

## Dans la culture
- La pièce grecque Ion, d'Euripide, prend place à Delphes. De nombreux passages de l'œuvre sont donc directement reliés au rôle de la Pythie et au fonctionnement du sanctuaire.
- Le personnage de la Pythie ouvre les premiers vers de la tragédie d'Eschyle Les Euménides, dernière pièce de la trilogie L'Orestie[9] :

« À Delphes, devant le temple d’Apollon. La Pythie entre par la droite et se dirige vers la porte fermée du temple. Mais, avant d’entrer, elle s’arrête et, pieusement, s’incline.
— La Pythie : […] J’invoque enfin et les eaux du Pleistos, et Poséidon puissant, et Zeus Suprême, sans qui rien ne s’achève, avant de prendre place, prophétesse, sur mon siège. Daignent ces dieux bénir, aujourd’hui plus encore que jamais, mon entrée au saint lieu. Si quelques pèlerins nous sont venus de Grèce, qu’ils s’approchent, ainsi qu’il est de règle, dans l’ordre indiqué par le sort : je prophétise, moi, dans celui que me dicte le dieu. »

- La Pythie est une des 1 038 femmes représentées dans l'œuvre contemporaine de Judy Chicago, The Dinner Party, aujourd'hui exposée au Brooklyn Museum. Cette œuvre se présente sous la forme d'une table triangulaire de 39 convives (13 par côté), chaque convive étant une femme, figure historique ou mythique. Les noms des 999 autres femmes figurent sur le socle de l'œuvre. Le nom de la Pythie figure sur ce socle, associé à Sophie, sixième convive de l'aile I de la table[10].
- Dans Kaamelott, Prisca est une Pythie[11].